# Otto (Kleve)
Otto von Kleve (* um 1278; † 29. Oktober 1310 in Horstmar) war von 1305 bis 1310 Graf von Kleve.

## Leben
Otto wurde um 1278 als ältester Sohn des Grafen Dietrich VI. von Kleve und dessen erster Ehefrau Margarethe von Geldern, einer Tochter Graf Ottos von Geldern geboren. Seit 1297 wird er als Junggraf von Kleve erwähnt und trat schließlich die Nachfolge seines am 4. Oktober 1305 verstorbenen Vaters an. Dabei hatte er sich mit den Ansprüchen seiner Stiefmutter Margareta von Neu-Kyburg und seiner Halbbrüder Dietrich und Johann auseinanderzusetzen. 

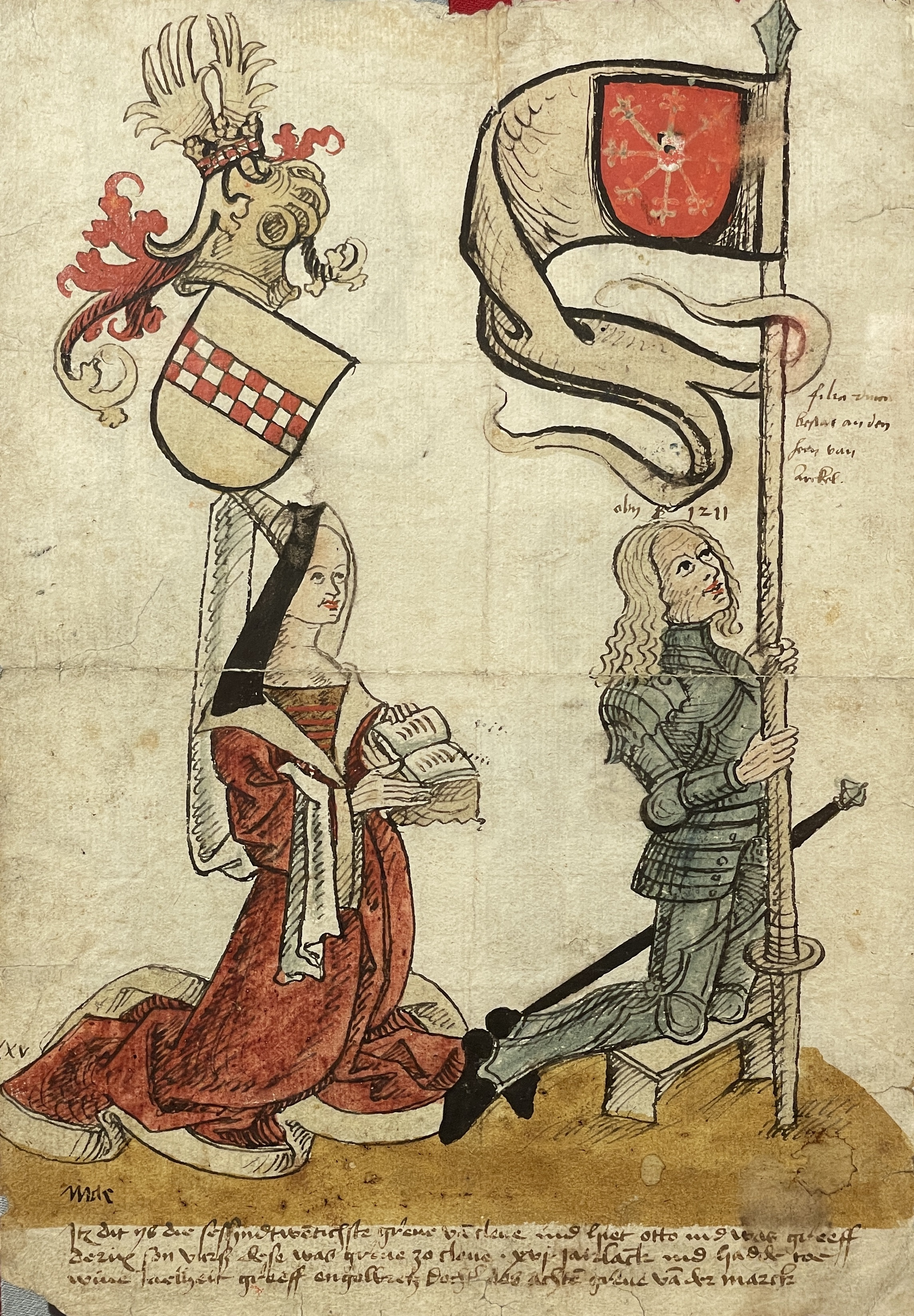
Otto von Kleve und Adelheit von der Mark, kolorierte Handzeichnung aus dem späten 15. Jh., Burg Altena.

Vor 1300 heiratete Otto Adelheid von der Mark, Tochter des Grafen Engelbert I. von der Mark. Die kinderlose Ehe endete um 1301 mit Adelheids Tod. 1308 heiratete Otto Mechtild von Virneburg, eine Nichte des Kölner Erzbischofs Heinrich II. von Virneburg. Nach Ottos frühem Tod versuchte Mechthild gemeinsam mit ihrem Großonkel und den Grafen von der Mark die Erbansprüche ihrer einzigen Tochter Irmgard von Kleve durchzusetzen. Die Nachfolge in Kleve trat aber schließlich sein Halbbruder Dietrich VII./IX. an.
Seine Tochter Irmgard († 1362) wurde zunächst mit Adolf II. von der Mark verheiratet. Sie wurde von ihm 1324 geschieden, um 1324 heiratete sie dann Johann von Arkel († 1355). 